# From Souvenirs to Souvenirs
«From Souvenirs to Souvenirs» (с англ. — «От воспоминаний к воспоминаниям») — песня греческого певца Демиса Руссоса, выпущенная в альбоме Souvenirs и на пластинке-сингле в 1975 году компанией Philips Records. Самая популярная песня этого певца в СССР, в обиходе называемая «Сувениром».
С текстом на греческом языке авторства Пифагораса Папастаматиу эту песню с названием «Γιατί Φοβάσαι» (с греч. — «Почему ты боишься?») исполнила и записала певица Маринелла для альбома Για Πάντα (1975). Под названием «Mein Leben ist ein Souvenir» песня вошла в немецкоязычный альбом Демиса Руссоса Die Nacht und der Wein (1976).
В СССР и России
В 2002 году русский вариант песни под названием «Сувенир» исполнил Александр Грин.
Также в 2004 году под названием «Сувенир» исполнила участница шоу «Народный артист» Юлия Валеева.
Оригинал песни с неправильно переведённым (см. Буквализм) названием «От сувенира к сувениру» издан в 1979 году в составе сборника «Большой успех Демиса Руссоса» на двух пластинках.
На музыку From Souvenirs to Souvenirs написана песня «Первая любовь» со стихами Александра Григорьева. Она была спета ансамблем Красные маки и издана на одноимённой пластинке в 1977 году. В свою очередь эта песня с названием «Бегут года» и некоторыми изменениями была перепета группой Русский размер с участием Профессора Лебединского и издана в 1996 году в альбоме Давай! Давай!.
| Припев: From souvenirs to more souvenirs I live, With days gone by when our hearts had all to give. From souvenirs to more souvenirs I live With dreams you left behind. I’ll keep on turning in my mind. | Перевод: Я живу воспоминаниями О тех днях, когда наши сердца бились вместе. Воспоминаниями О мечтах, в которых тебя больше нет. Я всегда буду помнить об этом. |